# Anolis
Thằn lằn Anolis là một chi thằn lằn trong họ Dactyloidae trong đó phân bố nhiều ở vùng Caribe. Với 391 loài, Anolis là chi thằn lằn được ghi nhận là phong phú nhất trong các loài thằn lằn, ngoài ra, loại thằn lằn này được ghi nhận là chúng có sự tiến hóa nhanh của dương vật thằn lằn. Dương vật của một số loài thằn lằn tiến hóa nhanh gấp 6 lần các bộ phận còn lại trên cơ thể chúng.
Các loài thằn lằn dù có họ hàng rất gần nhau nhưng vẫn sở hữu dương vật rất khác nhau. Những cơ quan sinh dục ngoài này thực sự đa dạng về hình dáng, từ các ống hình trụ tới những cấu trúc hai thùy sâu, có đài, gai thịt, đường viền hoặc các ngạnh. Sự khác biệt có thể do quá trình lựa chọn giao phối, cá thể cái của một số loài tìm kiếm bạn tình sở hữu dương vật tự nhiên phù hợp hơn hoặc giúp kích thích hiệu quả hơn cơ quan sinh dục của chúng.

## Các loài
Hiện hành ghi nhận các loài sau đây:
- Anolis achilles Taylor, 1956 – Achilles' anole
- Anolis acutus (Hallowell, 1856) – St. Croix anole hoặc sharp anole
- Anolis adleri H.M. Smith, 1972 – Adler's anole
- Anolis aeneus (Gray, 1840) – bronze anole
- Anolis aequatorialis (Werner, 1898) – Equatorial anole
- Anolis agassizi (Stejneger, 1900) – Agassiz's anole
- Anolis agueroi (Diaz, Navarro, & Garrido, 1998) – Aguero's anole
- Anolis ahli (Barbour, 1925) – Ahl's anole
- Anolis alayoni Estrada and Hedges, 1995 – Alayon's anole
- Anolis albimaculatus Henle and Lehr, 1991 – white-spotted anole
- Anolis alfaroi Estrada and Hedges, 1992 – Alfaro's anole
- Anolis aliniger (Mertens, 1939) – Northern green twig anole hoặc La Vega anole

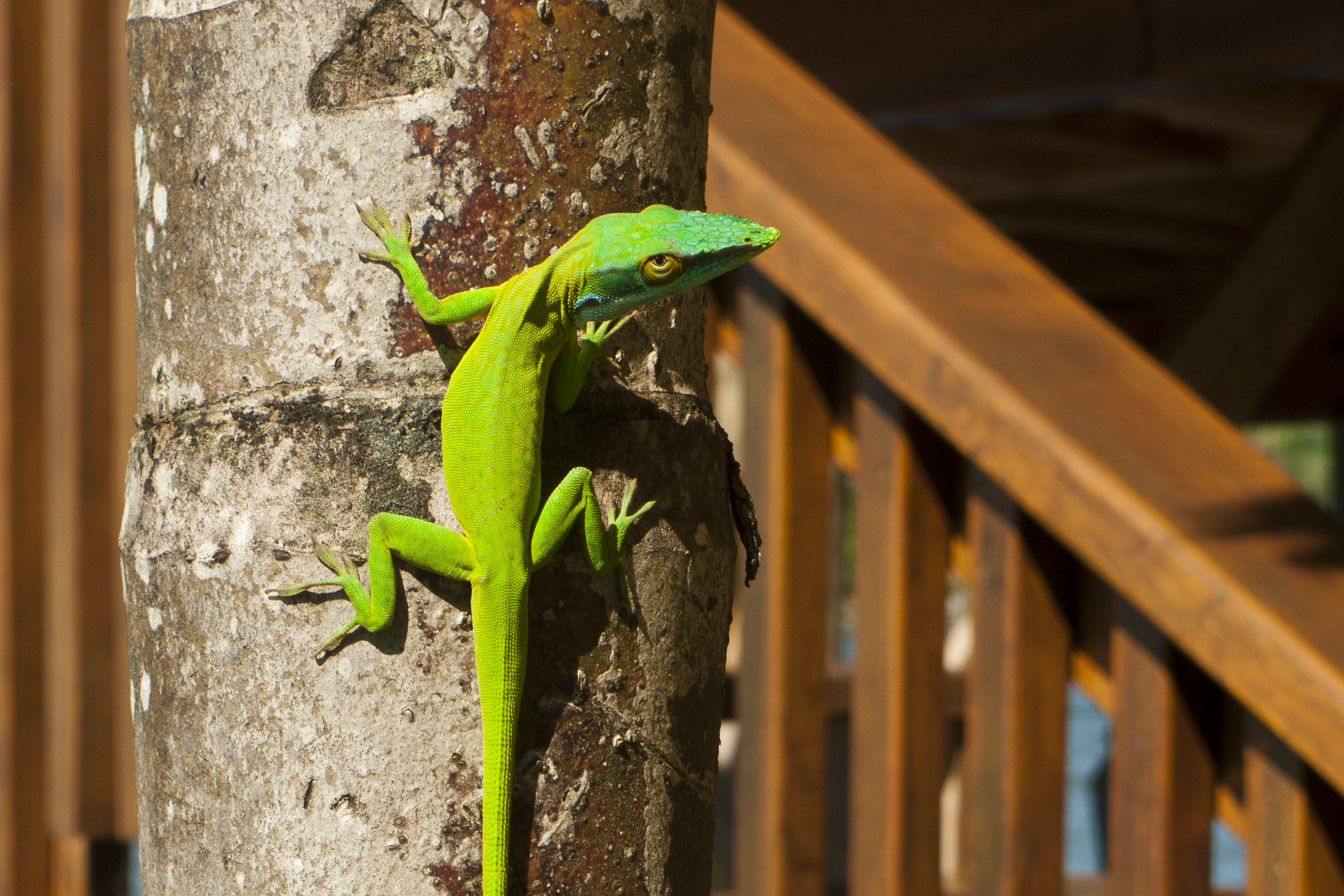
Anolis allisoni

- Anolis allisoni Barbour, 1928 – Allison's anole
- Anolis allogus (Barbour and Ramsden, 1919) – Bueycito anole
- Anolis altae (Dunn, 1930) – high anole
- Anolis altavelensis (Noble and Hassler, 1933) – Noble's anole
- Anolis alumina (Hertz, 1976) – shiny anole
- Anolis alutaceus Cope, 1861 – blue-eyed grass-bush anole hoặc Monte Verde anole
- Anolis alvarezdeltoroi (Nieto Montes de Oca, 1996)
- Anolis amplisquamosus (McCranie, Wilson, & K. Williams, 1993)
- Anolis anatoloros (Ugueto, Rivas Fuenmayor, Barros, Sanchez-Pacheco, & Garia-Perez, 2007)
- Anolis anchicayae Poe, Velasco, Miyata, and E. Williams, 2009
- Anolis andianus Boulenger – Andes anole
- Anolis anfiloquioi Garrido, 1980 – Anfiodlul anole
- Anolis angusticeps Hallowell, 1856 – Cuban twig anole
  - Anolis angusticeps angusticeps Hallowell, 1856
  - Anolis angusticeps chickcharneyi Oliver, 1948
  - Anolis angusticeps oligaspis Cope, 1894
- Anolis anisolepis (H.M. Smith, and Fritts, 1968) – Chiapas ornate anole
- Anolis annectens E. Williams, 1974 – annex anole
- Anolis anoriensis (Velasco, Gutierrez-Cardenas, and Quintero-Angel, 2010)
- Anolis antioquiae E. Williams, 1985 – Antiodlula anole
- Anolis antonii (Boulenger, 1908) – Anton's anole
- Anolis apletophallus (Köhler & Sunyer, 2008)
- Anolis apollinaris (Boulenger, 1919) – Boulenger's anole
- Anolis aquaticus (Taylor, 1956) – water anole
- Anolis argenteolus Cope, 1861 – Guantanamo anole
- Anolis argillaceus Cope, 1862 – Bay anole
- Anolis armouri (Cochran, 1934) – armored anole
- Anolis attenuatus Taylor, 1956 – slender anole
- Anolis auratus (Daudin, 1802) – grass anole
- Anolis baccatus Bocourt, 1873 – Bocourt's anole
- Anolis bahorucoensis (Noble & Hassler, 1933) – Bahoruco long-snouted anole
  - Anolis bahorucoensis bahorucoensis Noble & Hassler, 1933
  - Anolis bahorucoensis southerlandi Schwartz, 1978
- Anolis baleatus (Cope, 1864) – Dominican giant anole hoặc Puerto Plata anole
  - Anolis baleatus altager Schwartz, 1975
  - Anolis baleatus baleatus Cope, 1864
  - Anolis baleatus caeruleolatus Schwartz, 1974
  - Anolis baleatus fraudator Schwartz, 1974
  - Anolis baleatus lineatacervix Schwartz, 1978
  - Anolis baleatus litorisilva Schwartz, 1974
  - Anolis baleatus multistruppus Schwartz, 1974
  - Anolis baleatus samanae Schwartz, 1974
  - Anolis baleatus scelestus Schwartz, 1974
  - Anolis baleatus sublimis Schwartz, 1974
- Anolis baracoae (Schwartz, 1964) – Baracoa anole
- Anolis barahonae E. Williams, 1962 – Barahona anole
  - Anolis barahonae albocellatus Schwartz, 1974
  - Anolis barahonae barahonae E. Williams, 1962
  - Anolis barahonae ininquinatus Cullom and Schwartz, 1980
  - Anolis barahonae mulitus Cullom and Schwartz, 1980

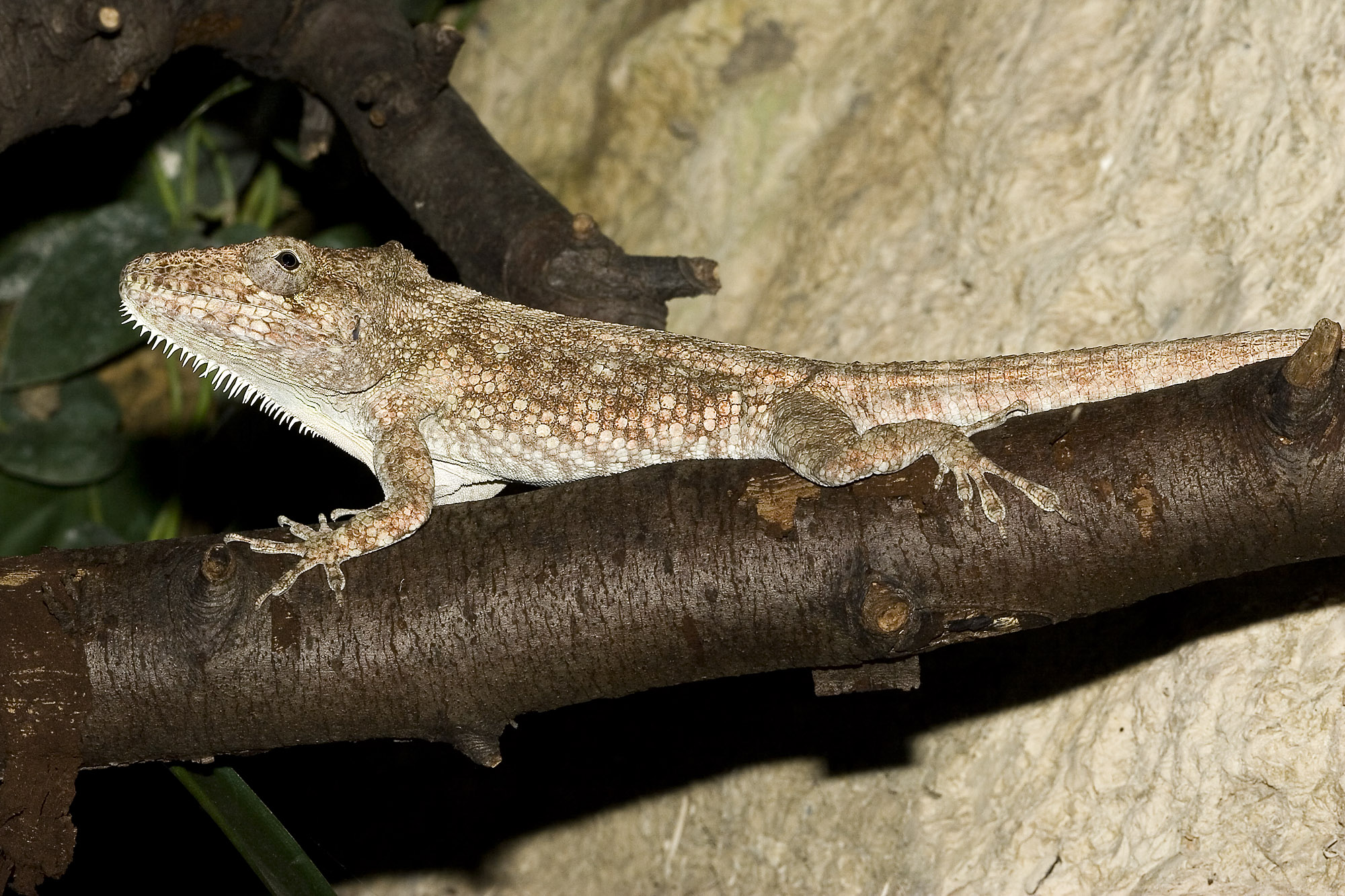
A. barbatus

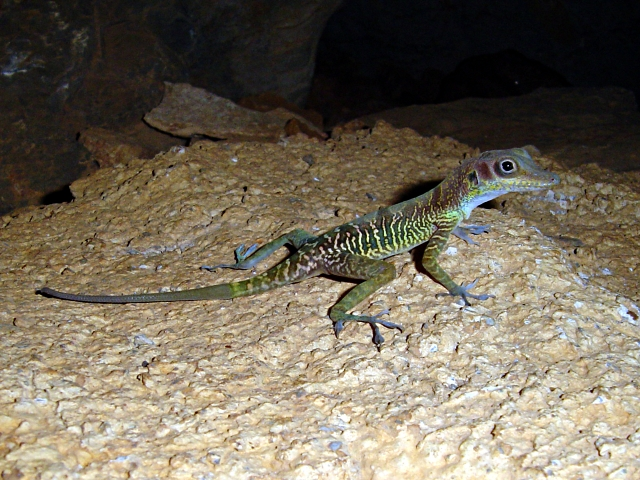
A. bartschi

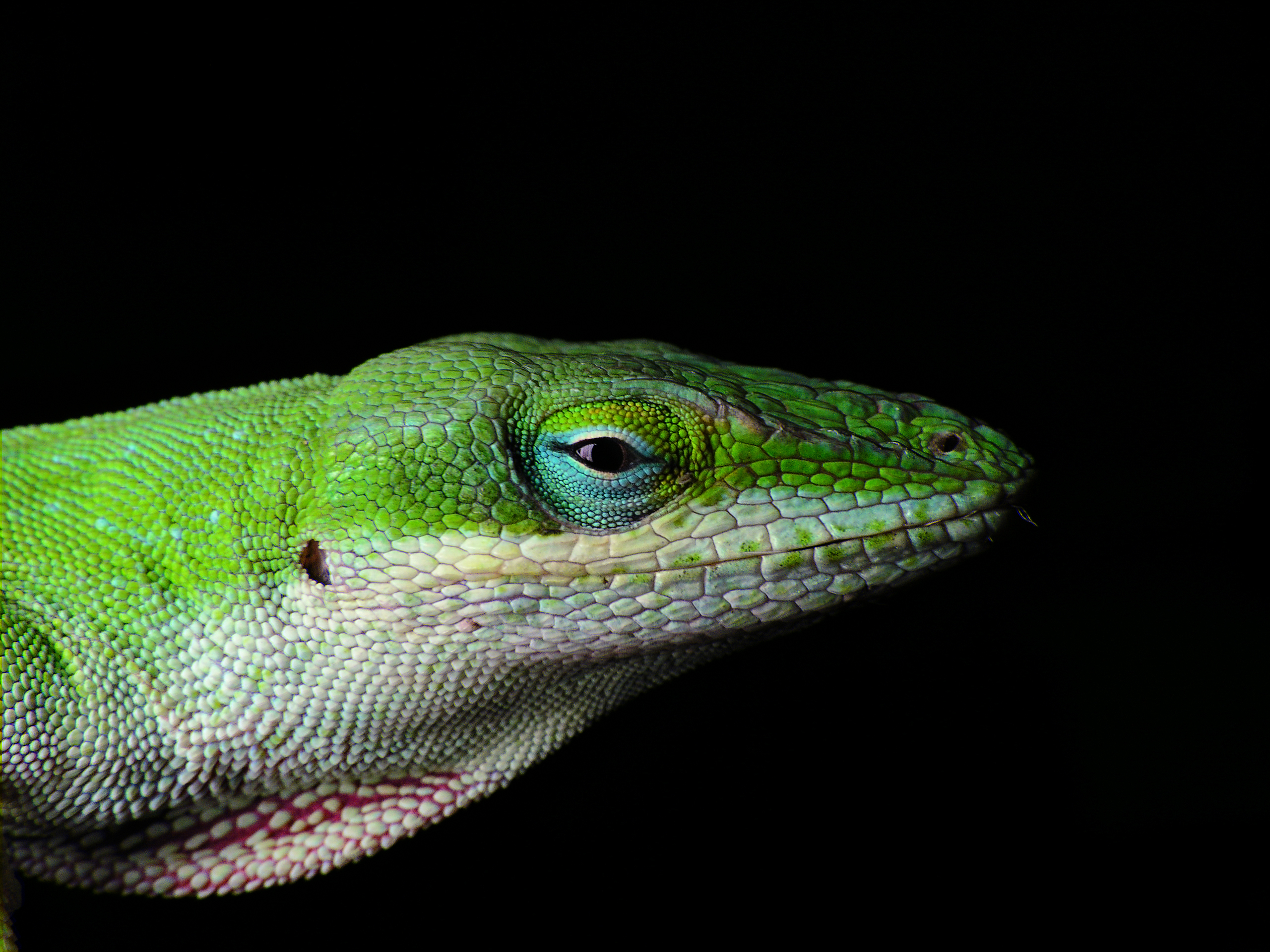
Male A. carolinensis with partially expanded dewlap

- Anolis barbatus (Garrido, 1982) – Western bearded anole
- Anolis barbouri (Schmidt, 1919) – Hispaniolan hopping anole
- Anolis barkeri (Schmidt, 1939) – Barker's anole
- Anolis bartschi (Cochran, 1934) – Western cliff anole hoặc West Cuban anole
- Anolis bellipeniculus (Myers and Donnelly, 1996)
- Anolis benedikti (Lotzkat, Bienetreu, Hertz, & Köhler, 2011)[3]
- Anolis bicaorum (Köhler, 1996)
- Anolis bimaculatus (Sparrman, 1784) – panther anole
- Anolis binotatus Peters, 1863 – two-marked anole
- Anolis biporcatus (Wiegmann, 1834) – neotropical green anole

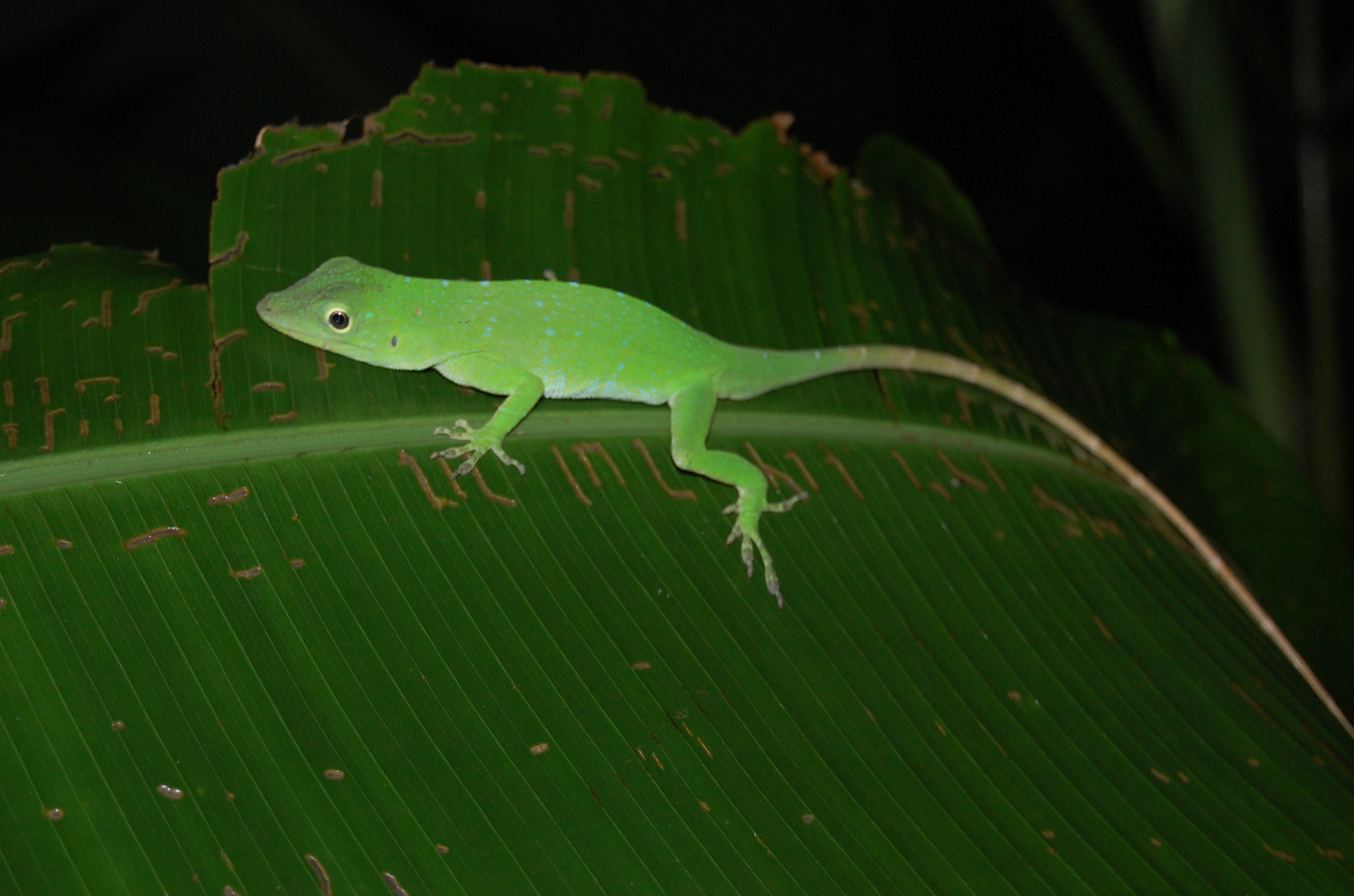
Neotropical Green Anole A. biporcatus in the Osa Peninsula, Costa Rica

- Anolis birama (Garrido, 1980) – branch anole
- Anolis bitectus (Cope, 1864) – roof anole
- Anolis blanquillanus (Hummelinck, 1940) – Hummelinck's anole
- Anolis bocourtii Cope, 1876
- Anolis boettgeri (Boulenger, 1911) – Boettger's anole
- Anolis bonairensis (Ruthven, 1923) – Ruthven's anole
- Anolis bombiceps (Cope, 1876) – surprise anole, blue-lipped forest anole
- Anolis bremeri (Barbour, 1914) – Herradura anole
  - Anolis bremeri bremeri Barbour, 1914
  - Anolis bremeri insulaepinorum Garrido, 1972
- Anolis brevirostris (Bocourt, 1870) – desert gracile anole hoặc shortnose anole
  - Anolis brevirostris brevirostris Bocourt, 1870
  - Anolis brevirostris deserticola Arnold, 1980
  - Anolis brevirostris wetmorei Cochran, 1931
- Anolis brunneus Cope, 1894 – Crooked Island anole
- Anolis calimae Ayala, Harris, & E. Williams, 1993 – Ayala's anole
- Anolis campbelli (Köhler and E.N. Smith), 2008
- Anolis capito (Peters, 1863) – bighead anole
- Anolis caquetae E. Williams, 1974 – Caqueta anole
- Anolis carlostoddi (E. Williams, Praderio, & Gorzula, 1996) – Carlos Todd's anole
- Anolis carolinensis Voigt, 1832 – Carolina anole hoặc green anole
  - Anolis carolinensis carolinensis Voigt, 1832 – Northern green anole
  - Anolis carolinensis seminolus Vance, 1991 – South Florida green anole
- Anolis carpenteri (Echelle, Echelle, & Fitch, 1971) – Carpenter's anole
- Anolis casildae (Arosemena, Ibanez, & De-Sousa, 1991) – Casilda's anole
- Anolis caudalis (Cochran, 1932) – Cochran's gianthead anole
- Anolis centralis Peters, 1970 – Central anole
  - Anolis centralis centralis Peters, 1970
  - Anolis centralis litoralis Garrido, 1975
- Anolis chamaeleonides (Duméril & Bibron, 1837) – short-bearded anole
- Anolis chloris (Boulenger, 1898) – Boulenger's green anole
- Anolis chlorocyanus (Duméril & Bibron, 1837) – northern Hispaniolan green anole
  - Anolis chlorocyanus chlorocyanus Duméril và Bibron, 1837
  - Anolis chlorocyanus cyanostictus Mertens, 1939
- Anolis chocorum E. Williams & Duellman, 1967 – chocolate anole
- Anolis christophei E. Williams, 1960 – big-fanned trunk anole hoặc King Christophe's anole
- Anolis chrysolepis (Duméril & Bibron, 1837) – goldenscale anole
- Anolis chrysops (Lazell, 1964)
- Anolis clivicola Barbour and Shreve, 1935 – mountain anole
- Anolis cobanensis (Stuart, 1942) – Stuart's anole
- Anolis coelestinus (Cope, 1862) – southern Hispaniolan green anole
  - Anolis coelestinus coelestinus Cope, 1862
  - Anolis coelestinus demissus Schwartz, 1969
  - Anolis coelestinus pecuarius Schwartz, 1969
- Anolis concolor (Cope, 1863)
- Anolis confusus (Estrada & Garrido, 1991) – Cabo Cruz trunk anole
- Anolis conspersus (Garman, 1887) – Grand Cayman blue-fanned anole, Grand Cayman anole
  - Anolis conspersus conspersus Garman, 1887
  - Anolis conspersus lewisi Grant, 1940
- Anolis cooki (Grant, 1931) – Cook's anole
- Anolis crassulus (Cope, 1864) – ornate anole

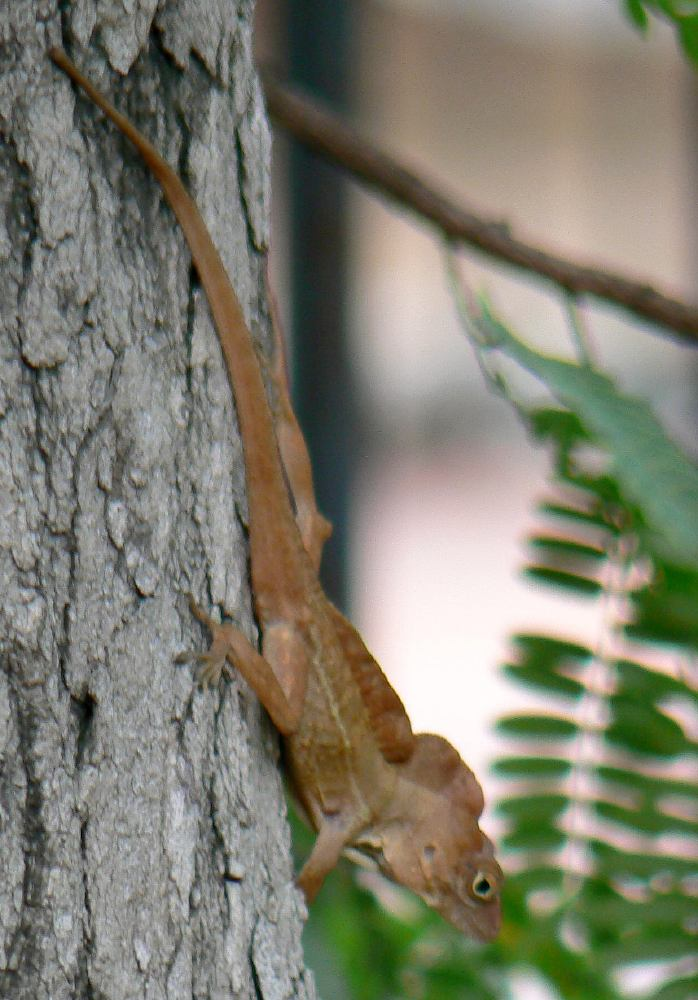
A. cristatellus in garden in Santo Domingo, Cộng hòa Dominicana

- Anolis cristatellus (Duméril & Bibron, 1837) – crested anole
  - Anolis cristatellus cristatellus Duméril và Bibron, 1837 – Puerto Rican crested anole
  - Anolis cristatellus wileyae Grant, 1931 – eastern Puerto Rican crested anole
- Anolis cristifer (H.M. Smith, 1968) – Cristifer anole
- Anolis cryptolimifrons (KÖhler and Sunyer), 2008
- Anolis cummingii Peters, 1863 – Balsas anole
- Anolis cupeyalensis Peters, 1970 – Cupeyal anole
- Anolis cupreus (Hallowell, 1860) – copper anole
  - Anolis cupreus cupreus Hallowell, 1860
  - Anolis cupreus dariense Fitch and Seigel, 1984
  - Anolis cupreus hoffmani Peters, 1863
  - Anolis cupreus spilomelas Fitch, Echelle, and Echelle, 1972
- Anolis cuprinus (H.M. Smith, 1964) – Chiapas anole
- Anolis cuscoensis (Poe, Yañez-Miranda, and Lehr, 2008)
- Anolis cusuco (McCranie, Köhler, and Wilson, 2000)
- Anolis cuvieri (Merrem, 1820) – Cuvier's anole, green giant anole hoặc Puerto Rican giant anole
- Anolis cyanopleurus Cope, 1861 – Yateras anole
  - Anolis cyanopleurus cyanopleurus Cope, 1861
  - Anolis cyanopleurus orientalis Garrido, 1975
- Anolis cybotes (Cope, 1862) – Hispaniolan stout anole hoặc large-headed anole
  - Anolis cybotes cybotes Cope, 1862
  - Anolis cybotes doris Barbour, 1925
  - Anolis cybotes ravifaux Schwartz and Henderson, 1982
- Anolis cymbops (Cope, 1864) – Cope's Veracruz anole
- Anolis damulus Cope, 1864 – Cope's smooth anole
- Anolis danieli E. Williams, 1988 – Daniel's anole
- Anolis darlingtoni (Cochran, 1935) – Darlington's anole
- Anolis datzorum (Köhler, Ponce, Sunyer, & Batista, 2007)
- Anolis delafuentei Garrido, 1982 – Guamuhaya anole
- Anolis deltae E. Williams, 1974 – Delta anole
- Anolis desechensis (Heatwole, 1976) – Heatwole's anole
- Anolis dissimilis E. Williams, 1965 – odd anole
- Anolis distichus (Cope, 1861) – bark anole
  - Anolis distichus aurifer Schwartz, 1968
  - Anolis distichus biminiensis Oliver, 1948
  - Anolis distichus dapsilis Schwartz, 1968
  - Anolis distichus distichoides Rosén, 1911
  - Anolis distichus distichus Cope, 1861 – common bark anole
  - Anolis distichus dominicensis Reinhardt và Lütken, 1863 – Dominican Republic bark anole
  - Anolis distichus flavillarum Schwartz, 1968
  - Anolis distichus floridanus Smith and McCauley, 1948 – Florida bark anole
  - Anolis distichus ignigularis Mertens, 1939 – brown bark anole
  - Anolis distichus juliae Cochran, 1934
  - Anolis distichus ocior Schwartz, 1968
  - Anolis distichus patruelis Schwartz, 1968
  - Anolis distichus properus Schwartz, 1968
  - Anolis distichus ravitergum Schwartz, 1968
  - Anolis distichus sejunctus Shwartz, 1968
  - Anolis distichus suppar Schwartz, 1968
  - Anolis distichus tostus Schwartz, 1968
  - Anolis distichus vinosus Schwartz, 1968
- Anolis dolichocephalus E. Williams, 1963 – Place Negre anole
  - Anolis dolichocephalus dolichocephalus E. Williams, 1963,
  - Anolis dolichocephalus portusalus Schwartz, 1978
  - Anolis dolichocephalus sarmenticola Schwartz, 1978
- Anolis dollfusianus (Bocourt, 1873) – coffee anole
- Anolis eewi (Roze, 1958)

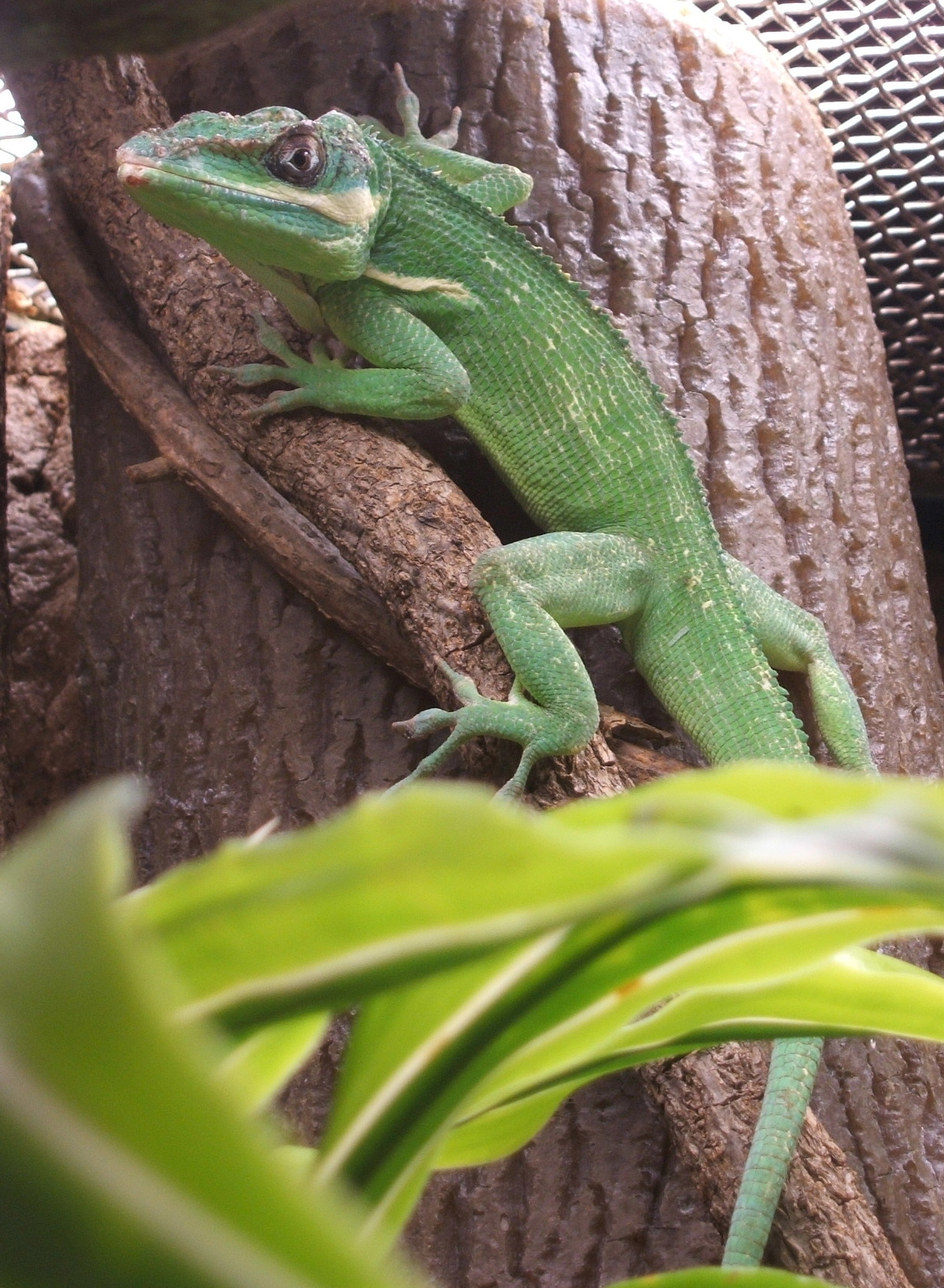
A. equestris at Boston Museum of Science

- Anolis equestris (Merrem, 1820) – knight anole
  - Anolis equestris brujensis Garrido, 2001
  - Anolis equestris buidei Schwartz and Garrido, 1972
  - Anolis equestris cincoleguas Garrido, 1981
  - Anolis equestris cyaneus Garrido and Estrada, 2001
  - Anolis equestris equestris Merrem, 1820
  - Anolis equestris juraguensis Schwartz and Garrido, 1972
  - Anolis equestris persparsus Schwartz and Garrido, 1972,
  - Anolis equestris potior Schwartz and Thomas, 1975
  - Anolis equestris sabinalensis Garrido and Moreno, 2001
  - Anolis equestris thomasi Schwartz, 1959
  - Anolis equestris verreonensis Schwartz and Garrido, 1972
- Anolis ernestwilliamsi (Lazell, 1983) – Carrot Rock's anole hoặc Ernest's anole
- Anolis etheridgei E. Williams, 1962 – montane bush anole hoặc Etheridge's anole
- Anolis eugenegrahami (Schwartz, 1978) – Eugene's anole
- Anolis eulaemus (Boulenger, 1908) – good anole
- Anulis euskalerriari (Barros, E. Williams, and Viloria, 1996)
- Anolis evermanni (Stejneger, 1904) – emerald anole, Evermann's anole, hoặc small green anole
- Anolis extremus (Garman, 1887) – Barbados anole
- Anolis fairchildi Barbour and Shreve, 1935 – Fairchild's anole
- Anolis fasciatus (Boulenger, 1885) – Banded anole
- Anolis ferreus (Cope, 1864) – Morne Constant anole
- Anolis festae (Peracca, 1904) – Veronica's anole
- Anolis fitchi (Williams and Duellman, 1984) – Fitch's anole
- Anolis forbesorum (Smith & Van Gelder, 1955) – Forbes' anole
- Anolis forresti (Barbour, 1923)
- Anolis fortunensis (Arosemena & Ibanez, 1993)
- Anolis fowleri (Schwartz, 1973) – Fowler's anole
- Anolis fraseri (Günther, 1859) – Fraser's anole
- Anolis frenatus (Cope, 1899) – bridled anole
- Anolis fugitivus Garrido, 1975 – Moa anole
- Anolis fuscoauratus (D’Orbigny, 1837) – slender anole
- Anolis gadovii (Boulenger, 1905) – Gadow's anole
- Anolis gaigei Ruthven, 1916 – Gaige’s anole
- Anolis garmani (Stejneger, 1899) – Jamaican giant anole
- Anolis garridoi Diaz, Estrada and Moreno, 1996 – Garrido's anole
- Anolis gemmosus (O'Shaughnessy, 1875) – Andes anole hoặc O'Shaughnessy's anole
- Anolis gibbiceps (Cope, 1864)
- Anolis gingivinus (Cope, 1864) – Anguilla anole
- Anolis gorgonae (Barbour, 1905) – blue anole
- Anolis gracilipes (Boulenger, 1898) – charm anole
- Anolis grahami (Gray, 1845)
  - Anolis grahami aquarum Underwood and Williams, 1959
  - Anolis grahami grahami Gray, 1845
- Anolis granuliceps (Boulenger, 1898)
- Anolis greyi Barbour, 1914 – Grey's anole
- Anolis griseus (Garman, 1887) – St. Vincent's tree anole
- Anolis gruuo (Köhler, Ponce, Sunyer and Batista, 2007)
- Anolis guafe (Estrada and Garrido, 1991)
- Anolis guamuhaya (Garrido, Pérez-Beato, & Moreno, 1991) – Escambray bearded anole
- Anolis guazuma Garrido, 1984 – Sierra anole
- Anolis gundlachi (Peters, 1877) – yellow-chinned anole, Gundlach's anole, hoặc yellow-bearded anole
- Anolis haetianus (Garman, 1887) – Tiburon anole
- Anolis haguei (Stuart, 1942) – Hague's Anole
- Anolis hendersoni (Cochran, 1923) – Henderson's anole
  - Anolis hendersoni hendersoni Cochran, 1923
  - Anolis hendersoni ravidormitans Schwartz, 1978
- Anolis heterodermus (Duméril, 1851) – flat Andes anole
- Anolis hobartsmithi (Nieto-Montes de Oca, 2001)
- Anolis homolechis (Cope, 1864) – Habana anole
  - Anolis homolechis homolechis Cope, 1864
  - Anolis homolechis turquinensis Garrido, 1973
- Anolis huilae (Williams, 1982) – Huila anole
- Anolis humilis (Peters, 1863) – humble anole
- Anolis ibague (Williams, 1975) – Ibague anole
- Anolis ibanezi (Poe, Latella, Ryan, & Schaad, 2009)
- Anolis imias (Ruibal and Williams, 1961)
- Anolis impetigosus Cope, 1864
- Anolis incredulus Garrido and Moreno, 1998 – Turquino emerald anole
- Anolis inderenae (Rueda and Hernández-Camacho, 1988)
- Anolis inexpectatus Garrido and Estrada, 1989 – pineland bush anole
- Anolis insignis (Cope, 1871) – decorated anole
- Anolis insolitus (Williams and Rand, 1969) – La Palma anole
- Anolis intermedius (Peters, 1863) – Intermediate anole
- Anolis isolepis (Cope, 1861) – Jatibonico anole
  - Anolis isolepis altitudinalis Garrido, 1985
  - Anolis isolepis isolepis Cope, 1861
- Anolis isthmicus (Fitch, 1979) – Tehuantepec anole
- Anolis jacare (Boulenger, 1903) – Jacare anole
- Anolis johnmeyeri (Wilson and McCranie, 1982)
- Anolis juangundlachi Garrido, 1975 – Finca Ceres anole
- Anolis jubar (Schwartz, 1968)
  - Anolis jubar albertschwartzi Garrido, 1973
  - Anolis jubar balaenarum Schwartz, 1968
  - Anolis jubar cuneus Schwartz, 1968
  - Anolis jubar gibarensis Garrido, 1973
  - Anolis jubar jubar Schwartz, 1968
  - Anolis jubar maisiensis Garrido, 1973
  - Anolis jubar oriens Schwartz, 1968
  - Anolis jubar santamariae Garrido, 1973
  - Anolis jubar yagujayensis Garrido, 1973
- Anolis kahouannensis (Lazell, 1964)
- Anolis kemptoni (Dunn, 1940)
- Anolis koopmani (Rand, 1961) – Koopman's anole
- Anolis kreutzi (McCranie, Köhler, & Wilson, 2000)
- Anolis krugi (Peters, 1877) – olive bush anole, Krug's anole, hoặc orange dewlap anole
- Anolis kunalayae (Hulebak, Poe, Ibánez, and Williams, 2007)
- Anolis laevis (Cope, 1876) – smooth anole
- Anolis laeviventris (Wiegmann, 1834)
- Anolis lamari (Williams, 1992)
- Anolis latifrons (Berthold, 1846)
- Anolis leachii (Duméril & Bibron, 1837) – Leach's anole, Barbuda Bank tree anole, hoặc panther anole
- Anolis lemniscatus (Boulenger, 1898)
- Anolis lemurinus (Cope, 1861)
- Anolis limifrons (Cope, 1871)
- Anolis lineatopus Gray, 1840
  - Anolis lineatopus ahenobarbus Underwood & Williams, 1959
  - Anolis lineatopus lineatopus Gray, 1840
  - Anolis lineatopus merope Underwood and Williams, 1959
  - Anolis lineatopus neckeri Grant, 1940
- Anolis lineatus (Daudin, 1802)
- Anolis liogaster (Boulenger, 1905)
- Anolis lionotus (Cope, 1861) – lion anole
- Anolis litoralis Garrido, 1975 – Oriente pallid anole
- Anolis lividus (Garman, 1888) – Plymouth anole
- Anolis longicauda (Hallowell, 1861)
- Anolis longiceps Schmidt, 1919 – Navassa anole
- Anolis longitibialis (Noble, 1923) – Isla Beata anole
  - Anolis longitibialis longitibialis Noble, 1923
  - Anolis longitibialis specuum Schwartz, 1979
- Anolis loveridgei (Schmidt, 1936)
- Anolis loysianus Duméril và Bibron, 1837 – peach anole
- Anolis luciae (Garman, 1888) – St. Lucia anole
- Anolis lucius Duméril và Bibron, 1837 – cave anole

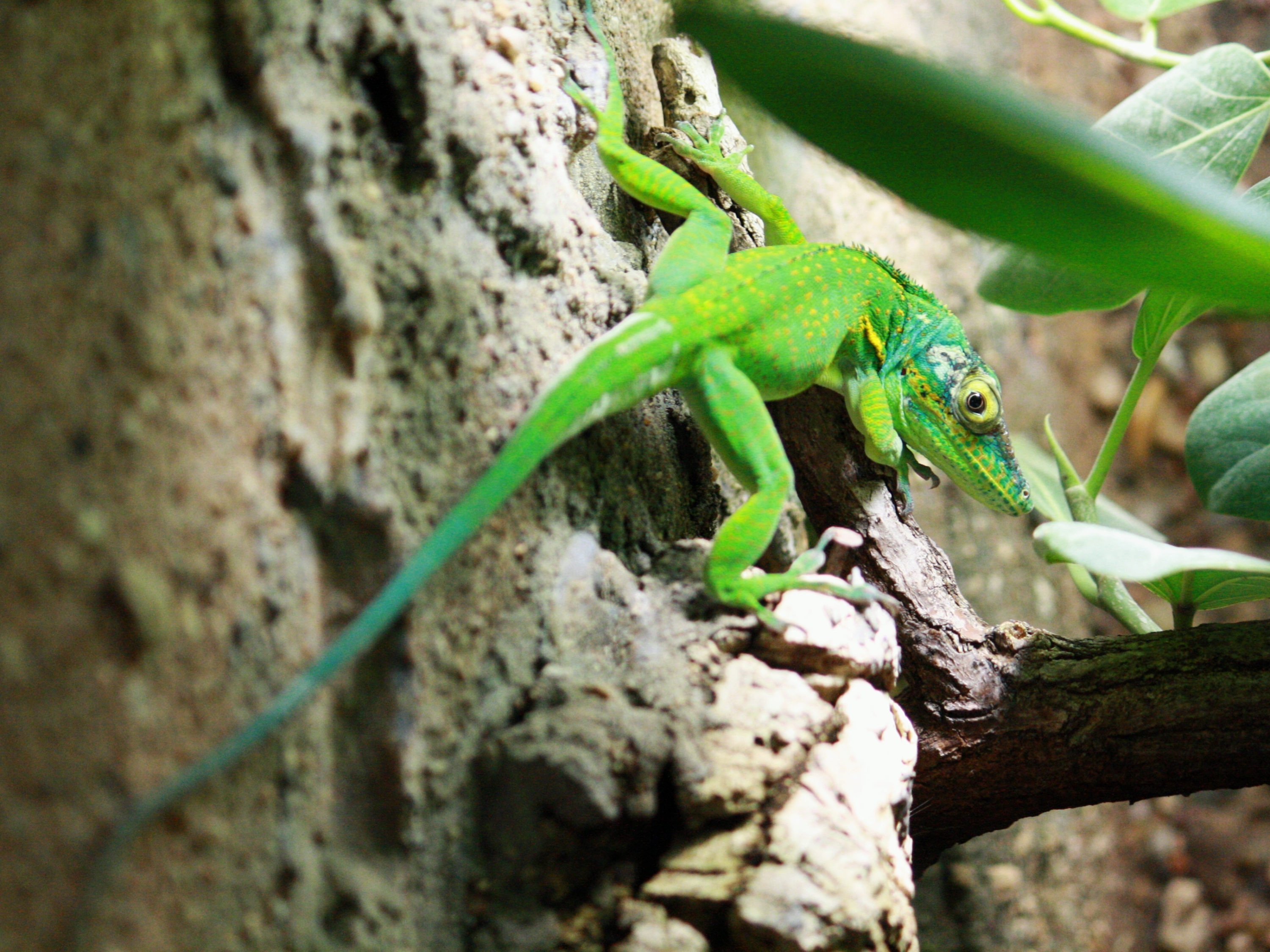
A. baracoae

- Anolis luteogularis (Noble & Hassler, 1935) – Western giant anole hoặc white-throated anole
  - Anolis luteogularis calceus Schwartz and Garrido, 1972
  - Anolis luteogularis coctilis Schwartz and Garrido, 1972
  - Anolis luteogularis delacruzi Schwartz and Garrido, 1972
  - Anolis luteogularis hassleri Barbour and Shreve, 1935
  - Anolis luteogularis jaumei Schwartz and Garrido, 1972
  - Anolis luteogularis luteogularis Noble and Hassler, 1935
  - Anolis luteogularis nivevultus Schwartz and Garrido, 1972
  - Anolis luteogularis sanfelipensis Garrido, 1975
  - Anolis luteogularis sectilis Schwartz and Garrido, 1972
- Anolis luteosignifer (Garman, 1888) – Cayman Brac anole
- Anolis lynchi (Miyata, 1985) – Lynch's anole
- Anolis lyra (Poe, Velasco, Miyata, & Williams, 2009)
- Anolis macilentus Garrido and Hedges, 1992 – black-cheeked bush anole
- Anolis macrinii (Smith, 1968) – Macrinius' anole
- Anolis macrolepis (Boulenger, 1911) – big-scaled anole
- Anolis macrophallus (Werner, 1917)
- Anolis maculigula (Williams, 1984)
- Anolis maculiventris (Boulenger, 1898) – blotchbelly anole
- Anolis magnaphallus (Poe & Ibánez, 2007)
- Anolis marcanoi (Williams, 1975) – Marcano's anole
- Anolis mariarum (Barbour, 1932) – blemished anole

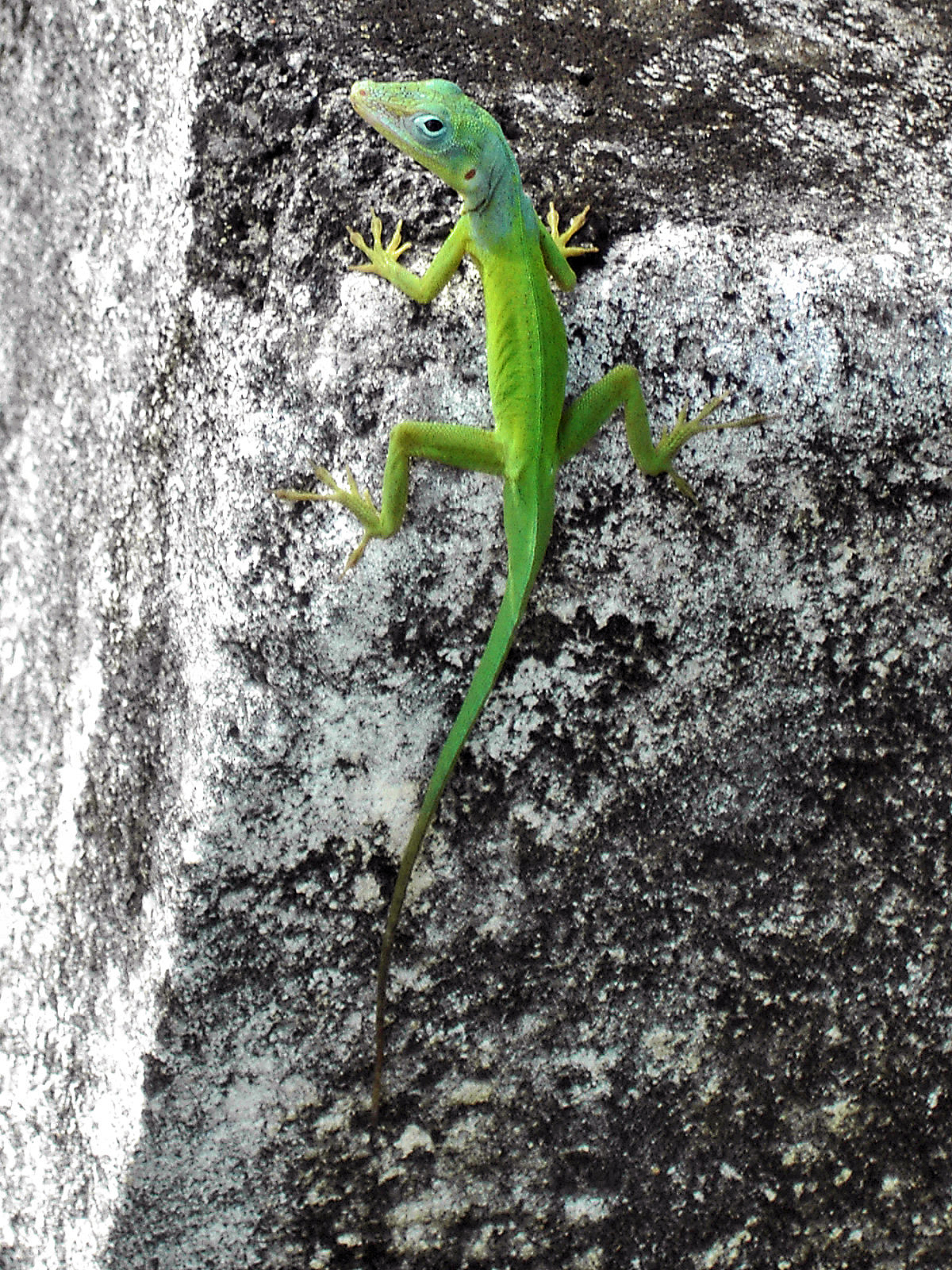
A. marmoratus

- Anolis marmoratus (Duméril & Bibron, 1837) – Guadeloupean anole hoặc leopard anole
  - Anolis marmoratus alliaceus Cope, 1864
  - Anolis marmoratus caryae Lazell, 1964
  - Anolis marmoratus chrysops Lazell, 1964
  - Anolis marmoratus desiradei Lazell, 1964
  - Anolis marmoratus girafus Lazell, 1964
  - Anolis marmoratus inornatus Lazell, 1964
  - Anolis marmoratus kahouannensis Lazell, 1964
  - Anolis marmoratus marmoratus Duméril và Bibron, 1837
  - Anolis marmoratus setosus Lazell, 1964
  - Anolis marmoratus speciosus Garman, 1888
  - Anolis marmoratus terraealtae Barbour, 1915
- Anolis marron (Arnold, 1980) – Jacmel anole
- Anolis matudai (Smith, 1956)
- Anolis maynardi Garman, 1888 – Maynard's anole
- Anolis medemi (Ayala and Williams, 1988)
- Anolis megalopithecus (Rueda-Almonacid, 1989) – Rueda's anole
- Anolis menta (Ayala, Harris and Williams, 1984) – Menta anole
- Anolis meridionalis (Boettger, 1885)
- Anolis mestrei' (Barbour & Ramsden, 1916) – Pinardel Rio anole
- Anolis microlepidotus (Davis, 1954) – Guerreran oak anole
- Anolis microlepis Álvarez del Toro and Smith, 1956
- Anolis microtus (Cope, 1871) – tiny anole
- Anolis milleri (Smith, 1950) – Miller's anole
- Anolis mimus Schwartz and Thomas, 1975
- Anolis mirus (Williams, 1963)
- Anolis monensis (Stejneger, 1904) – Mona anole
- Anolis monteverde (Köhler, 2009)
- Anolis monticola (Shreve, 1936) – foothill anole
  - Anolis monticola monticola Shreve, 1936
  - Anolis monticola quadrisartus (Thomas and Schwartz, 1967)
- Anolis morazani (Townsend & Wilson, 2009)
- Anolis muralla (Köhler, McCranie, & Wilson, 1999)
- Anolis nannodes Cope, 1864
- Anolis nasofrontalis (Amaral, 1933) – nose anole
- Anolis naufragus (Campbell, Hillis, & Lamar, 1989)
- Anolis neblininus (Myers, Williams, & McDiarmid, 1993)
- Anolis nebuloides (Bocourt, 1873) – false clouded anole
- Anolis nebulosus (Wiegmann, 1834)
- Anolis nelsoni (Barbour, 1914) – Nelson's anole
- Anolis nicefori (Dunn, 1944) – Niceforo's Andes anole
- Anolis nigrolineatus (Williams, 1965)
- Anolis noblei (Barbour & Shreve, 1935) – Holguin anole
  - Anolis noblei galeifer Schwartz, 1964
  - Anolis noblei noblei Barbour and Shreve, 1935
- Anolis notopholis (Boulenger, 1896) – scalyback anole
- Anolis nubilis (Garman, 1888) – Redonda anole

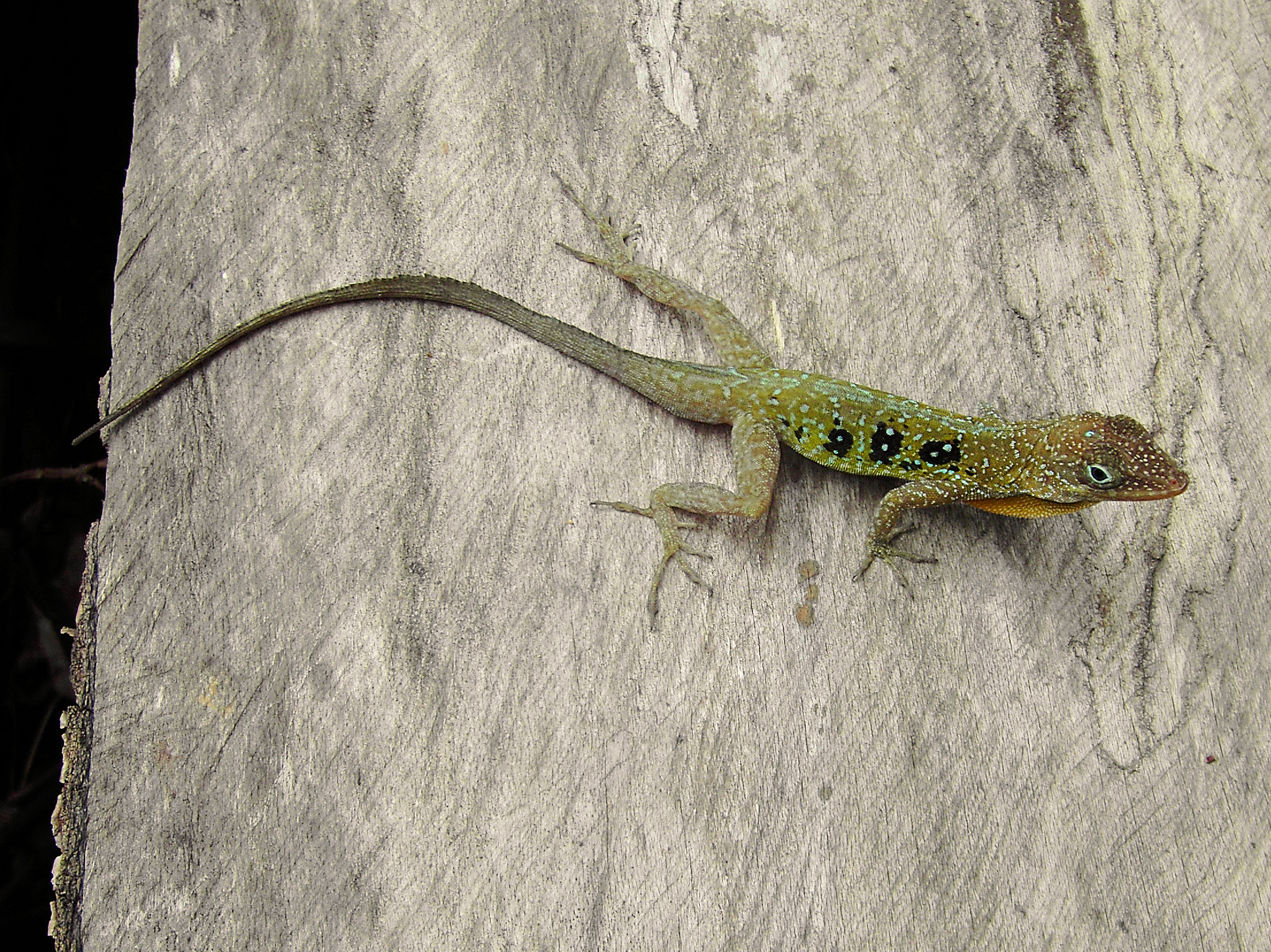
Male A. oculatus montanus

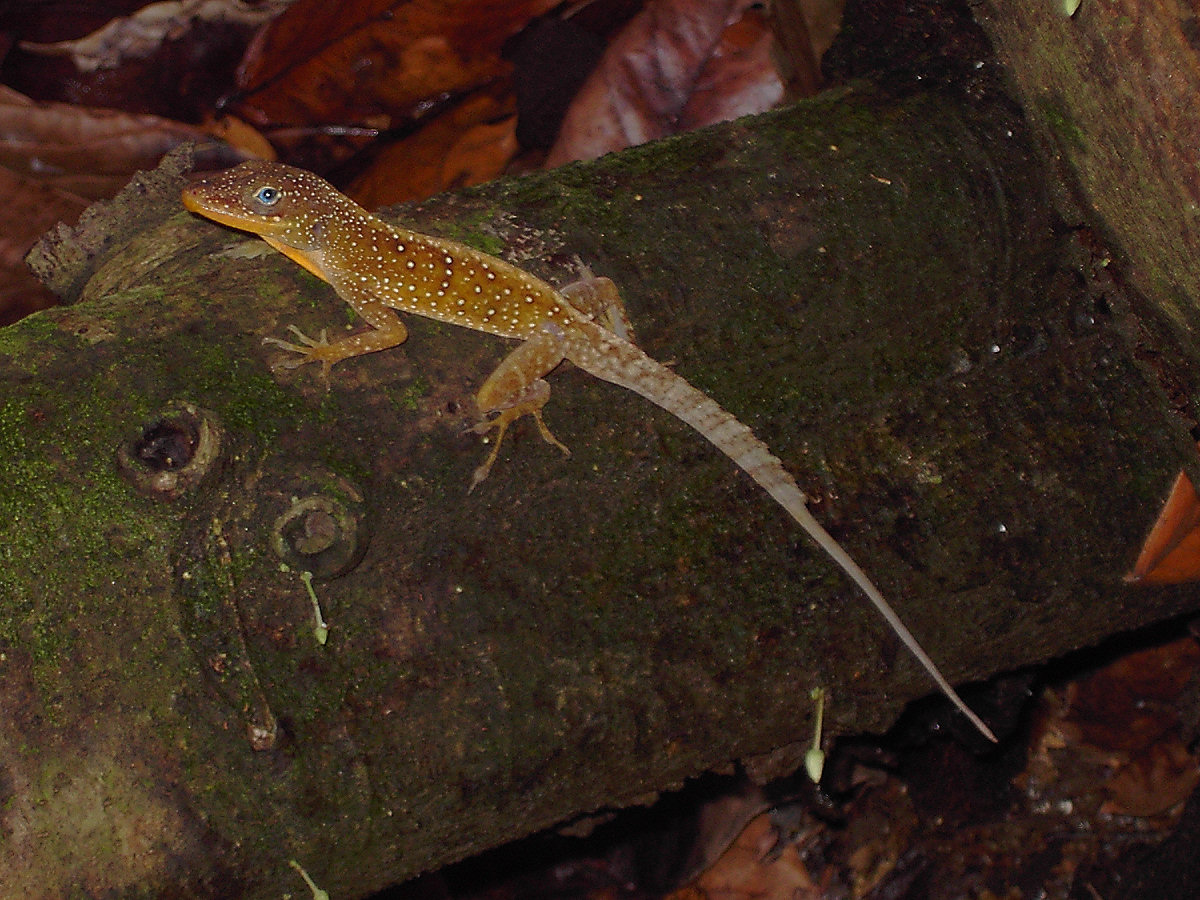
Male A. oculatus winstoni

- Anolis occultus (Williams and Rivero, 1965) – Puerto Rican twig anole, limestone anole, hoặc dwarf anole
- Anolis ocelloscapularis (Köhler, McCranie & Wilson, 2001)
- Anolis oculatus (Cope, 1879) – Dominican anole hoặc eyed anole
  - Anolis oculatus cabritensis Lazell, 1962
  - Anolis oculatus montanus Lazell, 1962
  - Anolis oculatus oculatus Cope, 1879
  - Anolis oculatus winstoni Lazell, 1962
- Anolis oligaspis Cope, 1894 – West Indies anole
- Anolis olssoni (Schmidt, 1919) – desert grass anole hoặc Monte Cristi anole
  - Anolis olssoni alienus Schwartz, 1981
  - Anolis olssoni dominigensis Schwartz, 1981
  - Anolis olssoni extentus Schwartz, 1981
  - Anolis olssoni ferrugicauda Schwartz, 1981
  - Anolis olssoni insulanus Schwartz, 1981
  - Anolis olssoni montivagus Schwartz, 1981
  - Anolis olssoni olssoni Schmidt, 1919
  - Anolis olssoni palloris Schwartz, 1981
- Anolis omiltemanus (Davis, 1954)
- Anolis onca (O'Shaughnessy, 1875)
- Anolis opalinus (Gosse, 1850)
- Anolis ophiolepis (Cope, 1862)
- Anolis oporinus Garrido and Hedges, 2001 – Pimienta green anole
- Anolis orcesi (Lazell, 1969) – Orces' Andes anole
- Anolis ordinatus (Cope, 1864) – Bahaman brown anole
- Anolis ortonii (Cope, 1868) – Orton's anole
- Anolis osa (Köhler, Dehling, & Köhler, 2010)
- Anolis otongae (Ayala-Varela & Velasco, 2010)
- Anolis oxylophus (Cope, 1868)
- Anolis pachypus (Cope, 1876)
- Anolis palmeri Boulenger, 1908 – Palmer's anole
- Anolis paravertebralis (Bernal-Carlo and Roze, 2005)
- Anolis parilis (Williams, 1975) – Ecuador anole
- Anolis parvicirculatus (Álvarez del Toro & Smith, 1956)
- Anolis paternus Hardy, 1967 – Nueva Gerona anole
  - Anolis paternus paternus Hardy, 1967
  - Anolis paternus pinarensis Garrido, 1975
- Anolis pentaprion (Cope, 1863)
- Anolis peraccae (Boulenger, 1898)
- Anolis petersii (Bocourt, 1873)
- Anolis philopunctatus (Rodrigues, 1988)
- Anolis phyllorhinus (Myers & Carvalho, 1945) – bat anole
- Anolis pigmaequestris (Garrido, 1975) – Cayo Francés anole
- Anolis pijolensis (McCranie, Wilson, & Williams, 1993)
- Anolis pinchoti (Cochran, 1931)
- Anolis placidus Hedges and Thomas, 1989 – placid anole
- Anolis podocarpus (Ayala-Varela & Torres-Carvajal, 2010)
- Anolis poecilopus (Cope, 1862)
- Anolis pogus (Lazell, 1972) – Anguilla Bank bush anole hoặc Watts' anole

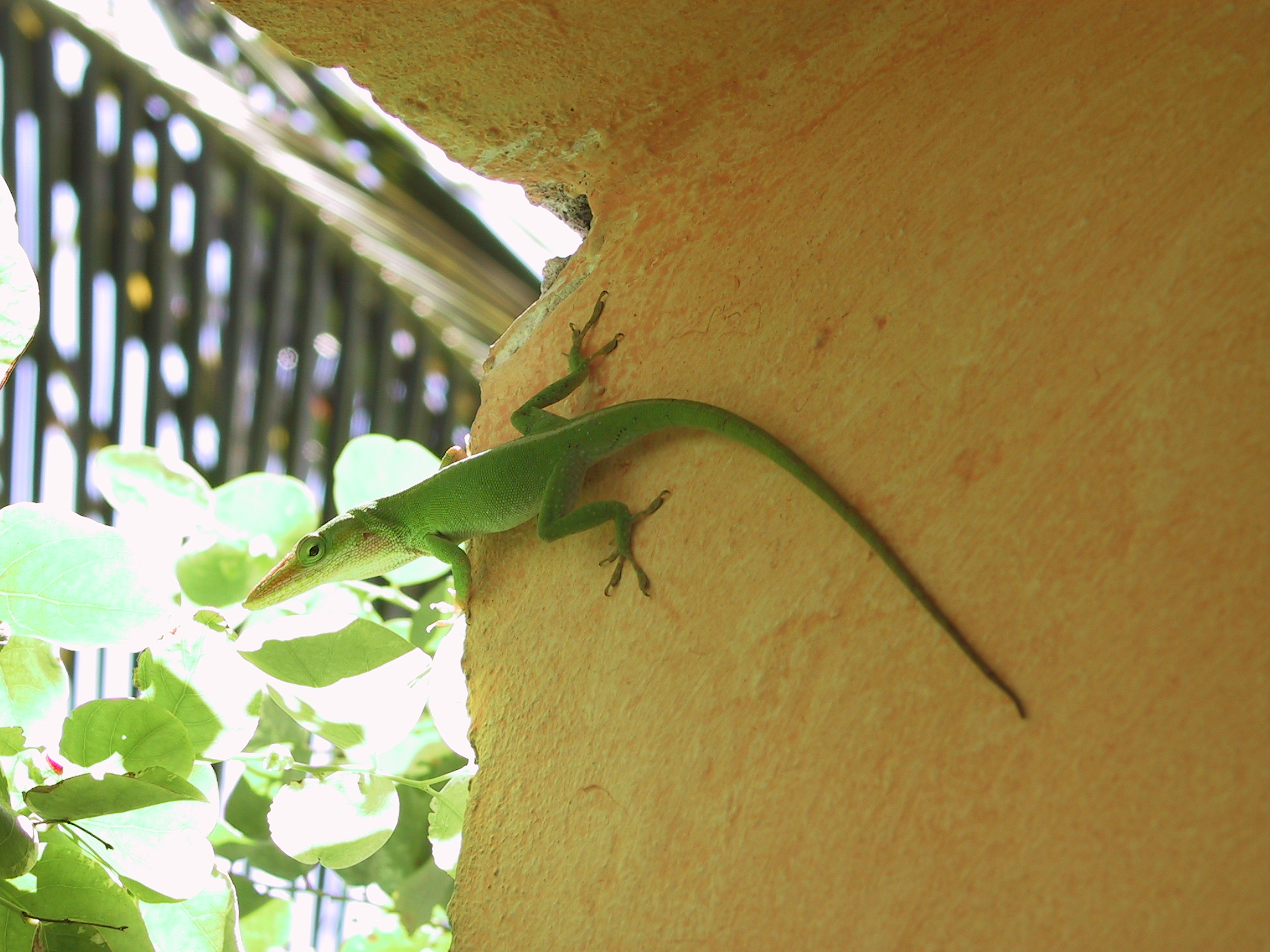
A. porcatus northwest of Cuba in a garden

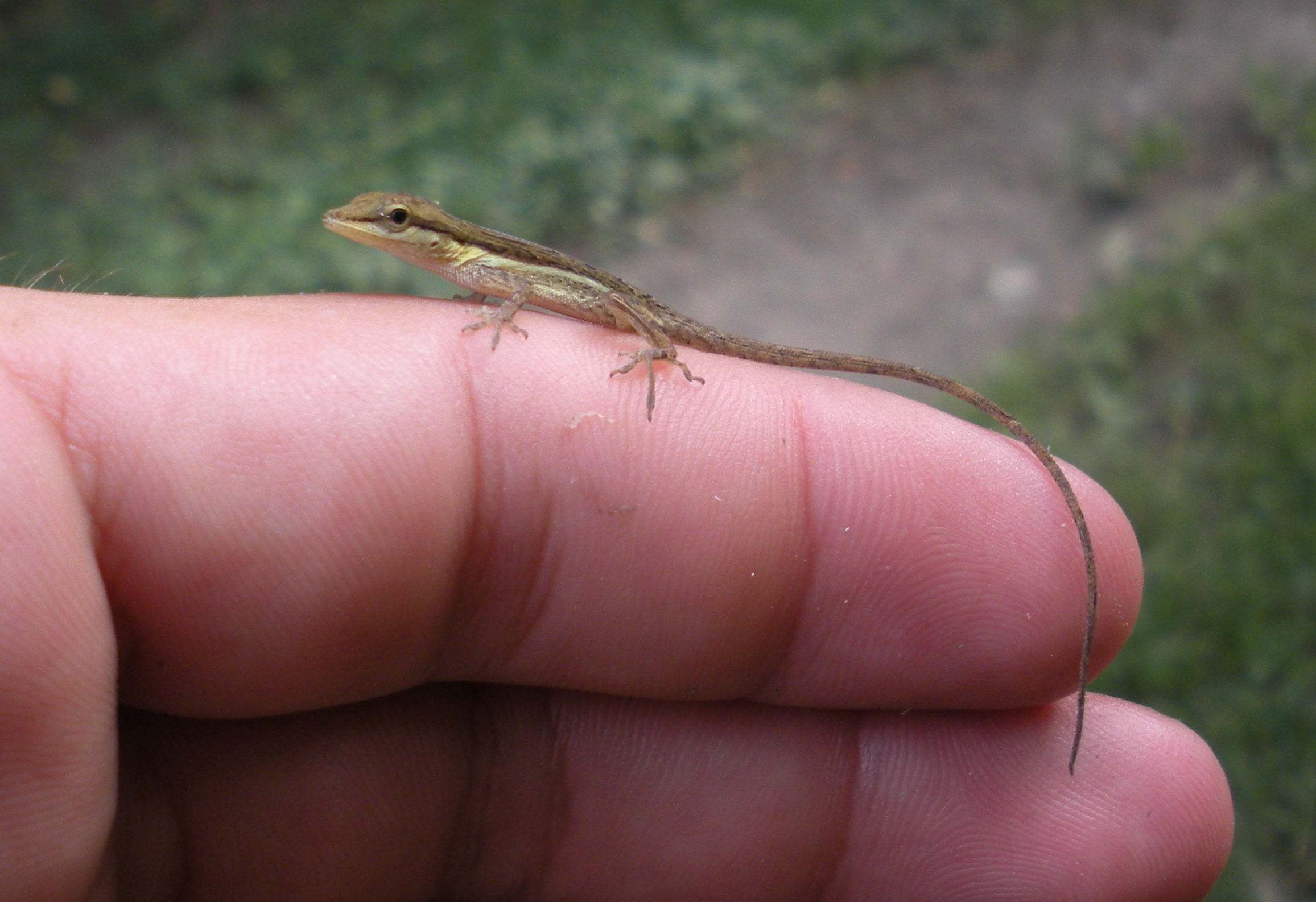
A. pulchellus northwest of Cuba in a garden

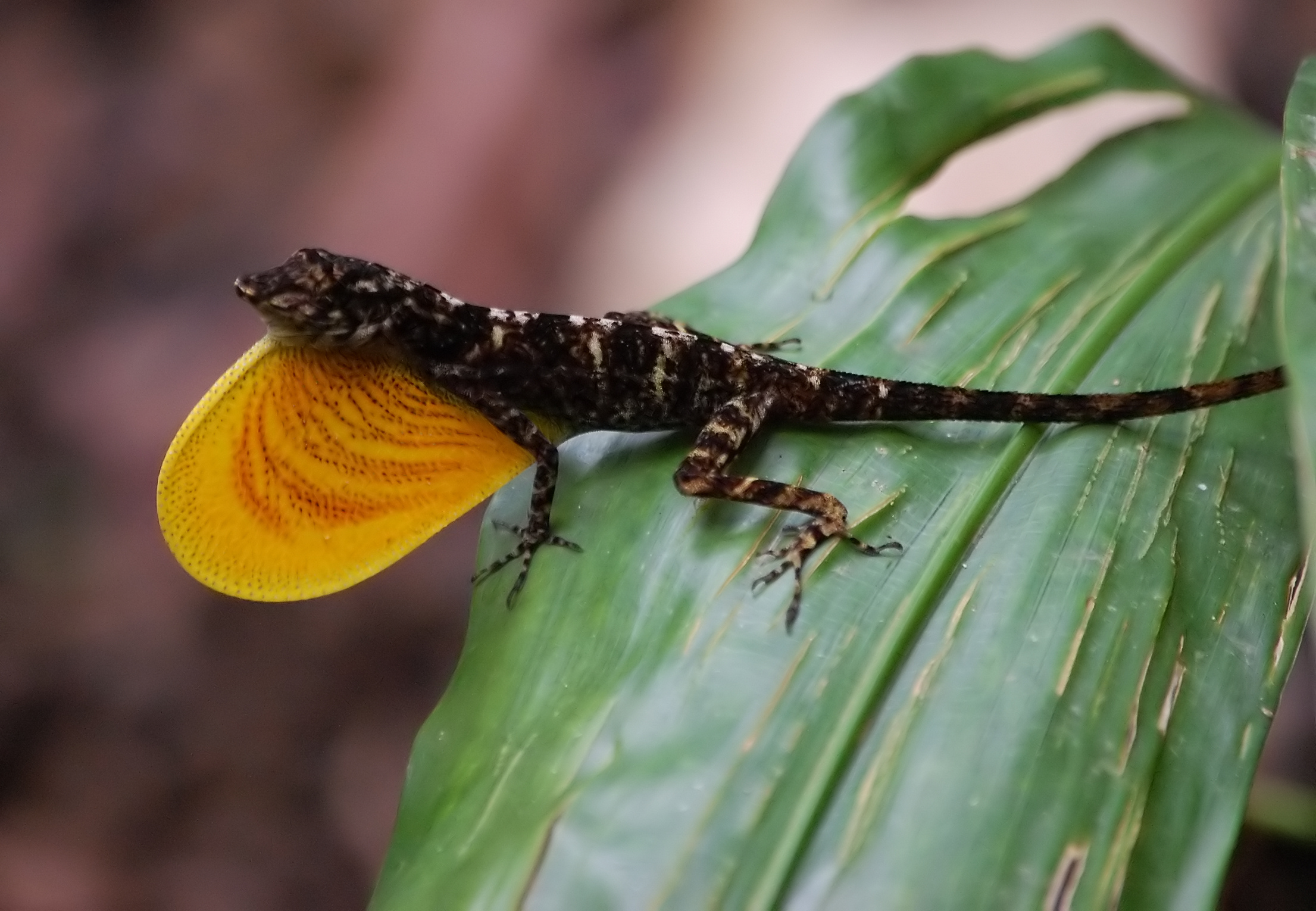
A. polylepis in the Osa Peninsula, Costa Rica, bobbing its head and extending a large yellow dewlap

- Anolis polylepis (Peters, 1874) – many-scaled anole hoặc Golfo-Dulce anole
- Anolis polyrhachis (Smith, 1968)
- Anolis poncensis (Stejneger, 1904) – Ponce anole
- Anolis porcatus Gray, 1840 – Cuban green anole
  - Anolis porcatus aracelyae Perez-Beato, 1996
  - Anolis porcatus porcatus Gray, 1840
- Anolis porcus (Cope, 1864) – Oriente bearded anole
- Anolis princeps (Boulenger, 1902) – first anole
- Anolis proboscis (Peters and Orces, 1956) – horned anole
- Anolis propinquus (Williams, 1984)
- Anolis pseudokemptoni (Köhler, Ponce, Sunyer, & Batista, 2007) – false Kempton's anole
- Anolis pseudopachypus (Köhler, Ponce, Sunyer, & Batista, 2007)
- Anolis pseudotigrinus (Amaral, 1933) – false tiger anole
- Anolis pulchellus Duméril & Bibron, 1837 – sharp-mouthed anole, Puerto Rican anole, hoặc snake anole
- Anolis pumilus Garrido, 1988
- Anolis punctatus (Daudin, 1802) – spotted anole hoặc Amazon green anole
  - Anolis punctatus boulengeri O'Shaughnessy, 1881
  - Anolis punctatus punctatus Daudin, 1802
- Anolis purpurescens (Cope, 1899) – purple anole
- Anolis purpurgularis (McCranie, Cruz, & Holm, 1993)
- Anolis pygmaeus (Álvarez del Toro & Smith, 1956) – Chiapis pygmy anole
- Anolis quadriocellifer (Barbour & Ramsden, 1919) – Peninsula anole
- Anolis quaggulus (Cope, 1885)
- Anolis quercorum (Fitch, 1979) – Oaxacan oak anole
- Anolis radulinus Cope, 1862
- Anolis reconditus (Underwood & Williams, 1959) – Blue Mountains anole
- Anolis rejectus Garrido and Schwartz, 1972 – Santiago grass anole
- Anolis rhombifer Boulenger, 1894 – rhombifer anole
- Anolis richardii (Duméril & Bibron, 1837) – Grenada tree anole
- Anolis ricordi (Duméril & Bibron, 1837) – Haitian green anole
  - Anolis ricordi leberi Williams, 1965
  - Anolis ricordi ricordi Duméril và Bibron, 1837
  - Anolis ricordi subsolanus Schwartz, 1974
  - Anolis ricordi viculus Schwartz, 1974
- Anolis rimarum (Thomas & Schwartz, 1967) – marmelade anole
- Anolis rivalis (Williams, 1984) neighbor anole
- Anolis roosevelti Grant, 1931 – Culebra Island giant anole
- Anolis roquet (Lacépède, 1788) – Martinique's anole hoặc Savannah anole
  - Anolis roquet caracoli Lazell, 1972
  - Anolis roquet majolgris Lazell, 1972
  - Anolis roquet roquet (Lacépède, 1788)
  - Anolis roquet salinei Lazell, 1972
  - Anolis roquet summus Lazell, 1972
  - Anolis roquet zebrilus Lazell, 1972
- Anolis rubribarbaris (Köhler, McCranie, & Wilson 1999)
- Anolis rubribarbus (Barbour and Ramsden, 1919) – Sagua de Tánamo anole
- Anolis ruibali Navarro & Garrido, 2004 – Cabo Cruz pallid anole
- Anolis ruizi (Rueda & Williams, 1986)
- Anolis rupinae (Williams & Webster, 1974) – Castillon anole
- Anolis sabanus (Garman, 1887) – Saban anole

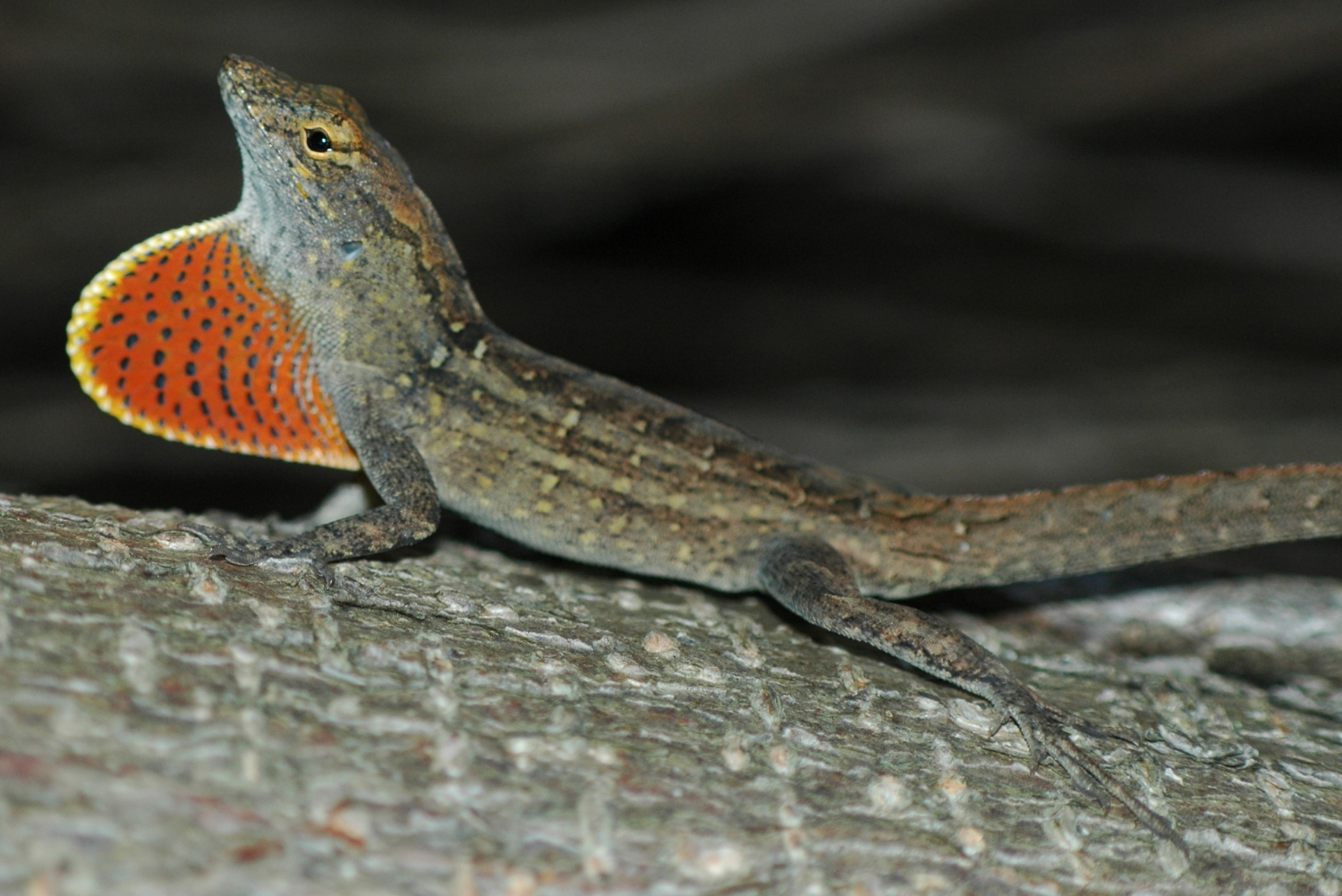
Brown anole (A. sagrei)

- Anolis sagrei (Duméril & Bibron, 1837) – brown anole
  - Anolis sagrei greyi Barbour, 1914
  - Anolis sagrei luteosignifer Garman, 1888
  - Anolis sagrei mayensis Smith and Burger, 1949
  - Anolis sagrei nelsoni Barbour, 1914
  - Anolis sagrei ordinatus Cope, 1864
  - Anolis sagrei sagrei Duméril và Bibron, 1837
- Anolis salvini (Boulenger, 1885) – Salvin's anole
- Anolis santamartae (Williams, 1982) – Santa Marta anole
- Anolis scapularis (Boulenger, 1908)
- Anolis schiedei (Wiegmann, 1834) – Schiede's anole
- Anolis schmidti (Smith, 1939) – Schmidt's anole
- Anolis schwartzi (Lazell, 1972) – Schwartz' anole
- Anolis scriptus (Garman, 1887) – Silver Key anole
  - Anolis scriptus leucophaeus Garman, 1888
  - Anolis scriptus mariguanae Cochran, 1931
  - Anolis scriptus scriptus Garman, 1887
  - Anolis scriptus sularum Barbour and Shreve, 1935
- Anolis scypheus (Cope, 1864) – Yellow-tongued anole
- Anolis semilineatus (Cope, 1864) – Hispaniolan grass anole hoặc Santo Domingo anole
- Anolis sericeus (Hallowell, 1856) – silky anole
  - Anolis sericeus sallaei Günther, 1859
  - Anolis sericeus sericeus Hallowell, 1856
  - Anolis sericeus ustus Cope, 1864
- Anolis serranoi (Köhler, 1999) see Norops serranoi Köhler, 1999
- Anolis sheplani Schwartz, 1974 – Cabral anole
- Anolis shrevei (Cochran, 1939) – Shreve's anole
- Anolis sierramaestrae Holáňová, Rehák & Frynta, 2012
- Anolis simmonsi Holman, 1964 – Simmons' anole
- Anolis singularis (Williams, 1965) – porcupine anole
- Anolis smallwoodi (Schwartz, 1964) – Smallwood's anole
  - Anolis smallwoodi palardis Schwartz, 1964
  - Anolis smallwoodi saxuliceps Schwartz, 1964
  - Anolis smallwoodi smallwoodi Schwartz, 1964
- Anolis smaragdinus Barbour and Shreve, 1935 – Bahamian green anole
  - Anolis smaragdinus lerneri Oliver, 1948
  - Anolis smaragdinus smaragdinus Barbour and Shreve, 1935
- Anolis sminthus (Dunn & Emlen, 1932) – mouse anole
- Anolis soinii (Poe & Yañez-Miranda, 2008)
- Anolis solitarius (Ruthven, 1916) – solitaire anole
- Anolis spectrum Peters, 1863 – Matanzas Anole
- Anolis squamulatus (Peters, 1863) – small-scaled anole
- Anolis strahmi (Schwartz, 1979) – Strahm's anole
  - Anolis strahmi abditus Schwartz, 1979
  - Anolis strahmi strahmi Schwartz, 1979
- Anolis stratulus Cope 1861 – banded anole, spotted anole, hoặc St. Thomas anole
- Anolis subocularis (Davis, 1954) Pacific anole
- Anolis sulcifrons (Cope, 1899) – grooved anole
- Anolis taylori (Smith & Spieler, 1945) – Taylor's anole
- Anolis tenorioensis (Köhler, 2011)
- Anolis terraealtae (Barbour 1915) – Les Saines anole
- Anolis terueli Navarro, Fernandez, and Garrido, 2001 – Teruel's anole
- Anolis tetarii (Barros, Williams, and Viloria, 1996)
- Anolis tigrinus (Peters, 1863) – tiger anole
- Anolis toldo Fong and Garrido, 2000 – Toldo anole
- Anolis tolimensis (Werner, 1916)
- Anolis townsendi (Stejneger, 1900) – Townsend's anole
- Anolis trachyderma (Cope, 1876) – common forest anole hoặc roughskin anole
- Anolis transversalis (Duméril, 1851) – banded tree anole, hoặc transverse anole
- Anolis trinitatis (Reinhardt & Lütken, 1862) – St. Vincent Bush anole hoặc Trinidad anole
- Anolis tropidogaster (Hallowell, 1856) – tropical anole
- Anolis tropidolepis (Boulenger, 1885)
- Anolis tropidonotus (Peters, 1863) – greater scaly anole
  - Anolis tropidonotus spilorhipis Álvarez del Toro & Smith, 1956
  - Anolis tropidonotus tropidonotus Peters, 1863
- Anolis umbrivagus (Bernal-Carlo & Roze, 2005)
- Anolis uniformis (Cope, 1885) – lesser scaly anole
- Anolis unilobatus (Köhler and Vesely, 2010)
- Anolis utilensis (Köhler, 1996)
- Anolis utowanae (Barbour, 1932) – Utowana anole
- Anolis valencienni (Duméril và Bibron, 1837) – short-tailed anole
- Anolis vanidicus Garrido and Schwartz, 1972 – Vanidicus anole
- Anolis vanzolinii (Williams, Orces, Matheus, and Bleiweiss, 1996)
- Anolis vaupesianus (Williams, 1982) – Williams' anole
- Anolis ventrimaculatus (Boulenger, 1911) – speckled anole
- Anolis vermiculatus Cocteau, 1837 – Vinales anole
- Anolis vescus Garrido and Hedges – Purial bush anole
- Anolis vicarius (Williams, 1986)
- Anolis villai (Fitch and Henderson, 1976)
- Anolis vittigerus Cope, 1862 – garland anole
- Anolis wampuensis (McCranie and Köhler, 2001)
- Anolis wattsi (Boulenger, 1911) – Watts' anole
  - Anolis wattsi forresti Barbour, 1923
  - Anolis wattsi schwartzi Lazell, 1972
  - Anolis wattsi wattsi Boulenger, 1911
- Anolis websteri (Arnold, 1980) – Webster's anole
- Anolis wellbornae (Ahl, 1940)
- Anolis wermuthi (Köhler and Obermeier, 1998) – Wermuth’s anole
- Anolis whitemani (Williams, 1963) – palid stout anole hoặc Whiteman's anole
  - Anolis whitemani breslini Schwartz, 1980
  - Anolis whitemani lapidosus Schwartz, 1980
  - Anolis whitemani whitemani Williams, 1963
- Anolis williamsii (Bocourt, 1870)
- Anolis williamsmittermeierorum Poe and Yañez-Miranda, 2007 – Williams-Mittermeier anole
- Anolis woodi (Dunn, 1940) – Wood's anole
- Anolis yoroensis (McCranie, Nicholson, and Köhler, 2001)
- Anolis zeus (Köhler and McCranie, 2001)